# Sončni ostriž
Sončni ostriž (znanstveno ime Lepomis gibbosus) je sladkovodna riba iz družine sončnih ostrižev, katere domovina je Severna Amerika. Od tam so jo odnesli tudi v Evropo, kjer je postal invazivna vrsta.

## Opis
Sončni ostriž ima zelo visok, bočno močno stisnjen trup, pokrit s precej velikimi luskami, ki jih je vzdolž pobočnice od 35-45. Osnovna barva sončnega ostriža je živo olivno zelena, ki na bokih prehaja v oranžno. Po celem telesu ima ta vrsta rdeče do oranžne pege, temno pego pa ima ta riba tudi na škržnem poklopcu. Po glavi, na koncu katere so nadstojna usta, se od gobca do konca škržnega poklopca vlečejo turkizno zelene proge.
Hrbtna plavut je dolga, na začetnem delu sestavljena iz trdih, v zadnjem delu pa iz mehkih plavutnic. Tudi predrepna plavut je dolga in je, podobno kot hrbtna na prednjem delu sestavljena iz trdih, na zadnjem delu pa iz mehkih plavutnic. Repna plavut je nesimetrična, zgornji del pa je nekoliko večji od spodnjega.
Spolno sončni ostriž dozori v 2. letu starosti, drsti pa se od začetka maja do konca julija, izjemoma pa še v začetku avgusta. Pari v pesek izkopljejo gnezdo, v katerega samica odloži od 600 do 5000 iker, ki jih samec čuva še nekaj tednov po izvalitvi zaroda.
Povprečna dolžina sončnega ostriža je med 10 in 15 cm, izjemoma pa lahko dosežejo tudi do 30 cm. Običajno tehtajo manj kot 450 gramov, redkeje pa lahko najdemo tudi večje primerke.
Sončni ostriž se prehranjuje s talnimi nevretenčarji, pogosto pa žre tudi ikre in zarod drugih ribjih vrst.

## Razširjenost
Sončni ostriž je avtohton v Severni Ameriki, od koder so ga v Evropo zanesli leta 1887. Danes poseljuje stoječe in počasi tekoče vode zahodne, srednje in vzhodne predele Evrope in Anglije. Najraje ima tople vode z mehkim dnom in bujno vegetacijo. Najbolj mu ugajajo vode s temperaturo med 4 in 22 °C. Aktiven je podnevi, noči pa preživi v globljih delih blizu dna.
V Sloveniji poseljuje številne ribnike, jezera in mlake, pa tudi rečne mrtvice Mure, Save, Drave in Soče s pritoki.